# Atilano Cruz Alvarado
Atilano Cruz Alvarado (ur. 5 października 1901 w Teocaltiche, zm. 1 lipca 1928 Cuquío) – święty Kościoła katolickiego, prezbiter, męczennik, ofiara rewolucji meksykańskiej.

## Życiorys
Pochodził z ubogiej rodziny. Wstąpił do seminarium duchownego w Guadalajarze. 24 lipca 1927 r. święceń kapłańskich w konspiracji, udzielił mu arcybiskup Francisco Orozco y Jiménez. Skierowany do pracy w parafii w Cuquío, pełnił tam posługę duszpasterską jako wikariusz przez jedenaście miesięcy (do śmierci). Od 1 sierpnia 1926 r. wbrew dekretowi nakazującemu duchownym przeniesienie się do miast pozostał wraz ze swoim proboszczem by realizować apostolat wśród wiernych. Został schwytany 1 lipca 1928 r. i rozstrzelany razem z proboszczem Justynem Oronem Madrigalem.
Atrybutem świętego męczennika jest palma.
Miejscem kultu jest Cuquío.
Po zakończeniu procesu informacyjnego na etapie lokalnej diecezji, który toczył się w latach 1933–1988 w odniesieniu do męczenników okresu prześladowań Kościoła katolickiego w Meksyku, został beatyfikowany 22 listopada 1992 roku w watykańskiej bazylice św. Piotra, a jego kanonizacja na Placu Świętego Piotra, w grupie Krzysztofa Magallanesa Jary i 24 towarzyszy, odbyła się 21 maja 2000 roku. Wyniesienia na ołtarze Kościoła katolickiego dokonał papież Jan Paweł II.
Wspomnienie liturgiczne obchodzone jest w dies natalis (1 lipca).